# Smoky River
Der Smoky River ist einer der wichtigsten Nebenflüsse des Peace River und gehört über diesen zum Flusssystem des Mackenzie River.

## Ursprung und Verlauf
Er entspringt im Adolphus Lake (1680 m) im Norden des Jasper-Nationalparks und fließt über fast 500 km in nordöstlicher Richtung, bis er bei der Ortschaft Peace River rechtsseitig in den gleichnamigen Fluss (315 m) mündet.

## Einzugsgebiet
Der mittlere Abfluss an der Flussmündung beträgt durchschnittlich 350 m²/s. Das Einzugsgebiet umfasst 51.300 km² und reicht bis zum östlichen Abhang der Rocky Mountains im Bereich des Jasper-Nationalparks und des Willmore Wilderness Parks. Sein wichtigster Nebenfluss ist der Wapiti River.

## Namensgebung
Seinen Namen – früher öfters auch Smokey River geschrieben – verdankt er den hier siedelnden Cree, die aufgrund von Schwelbränden Lagerstätten von Steinkohle an seinen Ufern entdeckten.